# Micholitzia obcordata
Micholitzia obcordata là một loài thực vật có hoa trong họ La bố ma. Loài này được Nicholas Edward Brown mô tả khoa học đầu tiên năm 1909.